# Discodeles opisthodon
Discodeles opisthodon és una espècie de granota que viu a Papua Nova Guinea i Salomó.
Està amenaçada d'extinció per la pèrdua del seu hàbitat natural.